# عثمان فاروتا
عثمان فاروتا (انگلیسی: Ousmane Farota; ۶ دسامبر ۱۹۶۴ – ۲۶ مارس ۲۰۲۳) بازیکن فوتبال اهل مالی بود.
از باشگاه‌هایی که در آن بازی کرده است می‌توان به باشگاه ورزشی اسماعیلی اشاره کرد.
وی همچنین در تیم ملی فوتبال مالی بازی کرده است.